# Amine Atouchi
Amine Atouchi o Attouchi (Casablanca, 1º luglio 1992) è un calciatore marocchino, difensore dell'Al-Adalah.

## Carriera

### Club
Ha giocato nella massima serie del campionato marocchino con il Wydad Casablanca, con cui ha disputato anche alcune partite della CAF Champions League.

### Nazionale
Nel 2017 viene convocato per la Coppa d'Africa in Gabon.

## Palmarès

### Competizioni nazionali
- Campionato marocchino: 1

Wydad Casablanca: 2014-2015

### Competizioni internazionali
- CAF Champions League: 1

Wydad Casablanca: 2017
- Supercoppa d'Africa: 1

Wydad Casablanca: 2018